# 巴兹·奥尔德林
巴兹·奥尔德林 （1930年1月20日—），原名「小埃德温·尤金·奥尔德林」（Edwin Eugene Aldrin, Jr.），曾是一名美国飞行员和美国国家航空航天局的宇航员，以在执行第一次载人登月任务阿波罗11号时成为第二個（在尼尔·阿姆斯壯之后）踏上月球的人以及登上别的星球後返回踏上地球的第一人而闻名。

## 早年
奥尔德林出生于新泽西州的。奥尔德林还是小男孩的时候，他的妹妹錯將（哥哥）叫成，便昵称他为（巴兹），这在1988年成为了他的正式名。

## 军队生涯
奥尔德林从蒙特克莱高中毕业后，在西点军校就读。他于1951年以全班第三名的成绩获得科学学士学位。在朝鲜战争期间，奥尔德林作为美国空军少尉参战，并且担任F-86“佩刀”战斗机飞行员。在朝鲜，他执行了了66次作战任务，并且击落两架米格-15战斗机。战后，奥尔德林在南內华达州的奈利斯空军基地教授航空射击学，后来又担任美国空军学院教导主任的副手。离开教学任务后，奥尔德林在德国庇特伯格作为指挥飞行F-100“超级军刀”战机的训练教官。

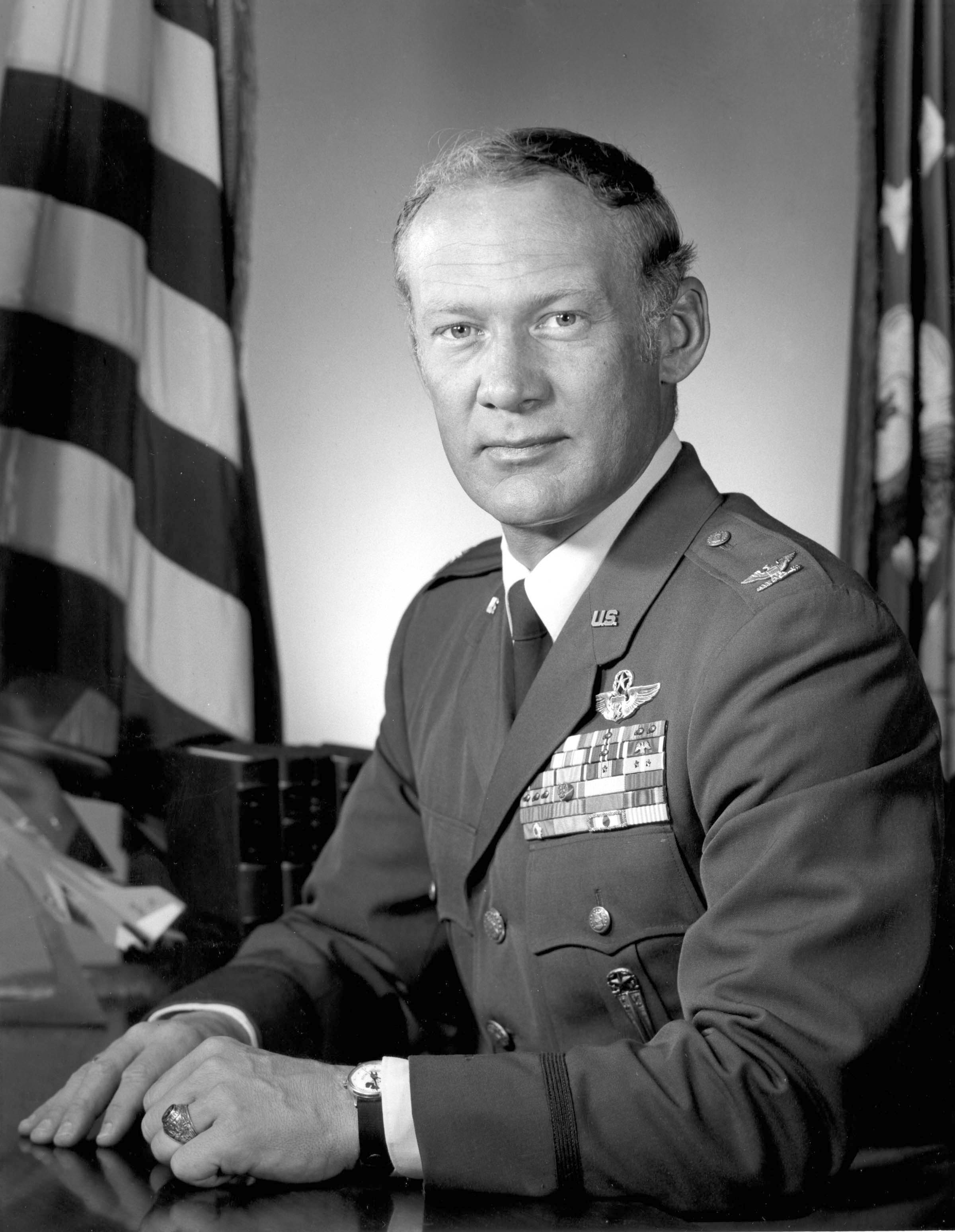
身穿军装的奥尔德林

奥尔德林停止服役后，1963年在麻省理工学院获得自然科學博士学位（太空工程），他的毕业论文题目是「载人轨道會合的导航指引」（Line-of-sight guidance techniques for manned orbital rendezvous）。从麻省理工学院毕业后，他回到了空军，被指派在位于洛杉矶，空军航天系统师的双子座计划办公室服役，后来又到位于美国空军试飞员学校的爱德华空军基地服役。1972年3月，奥尔德林在服役21年后正式从空军退役。

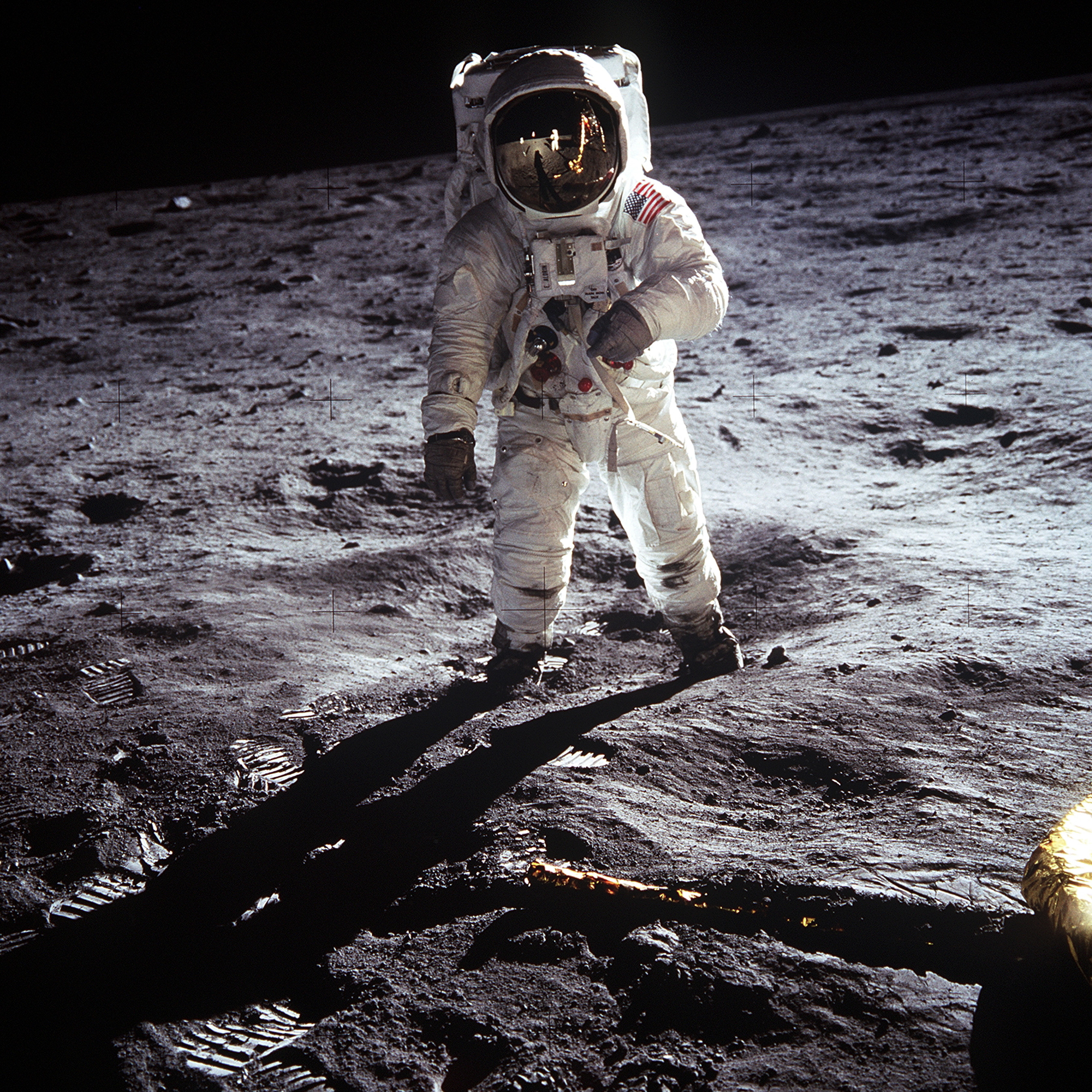
奥尔德林在执行阿波罗11号任务时在月球表面行走，事實上多數月表太空人照片主角是奥尔德林。

## 宇航员生涯

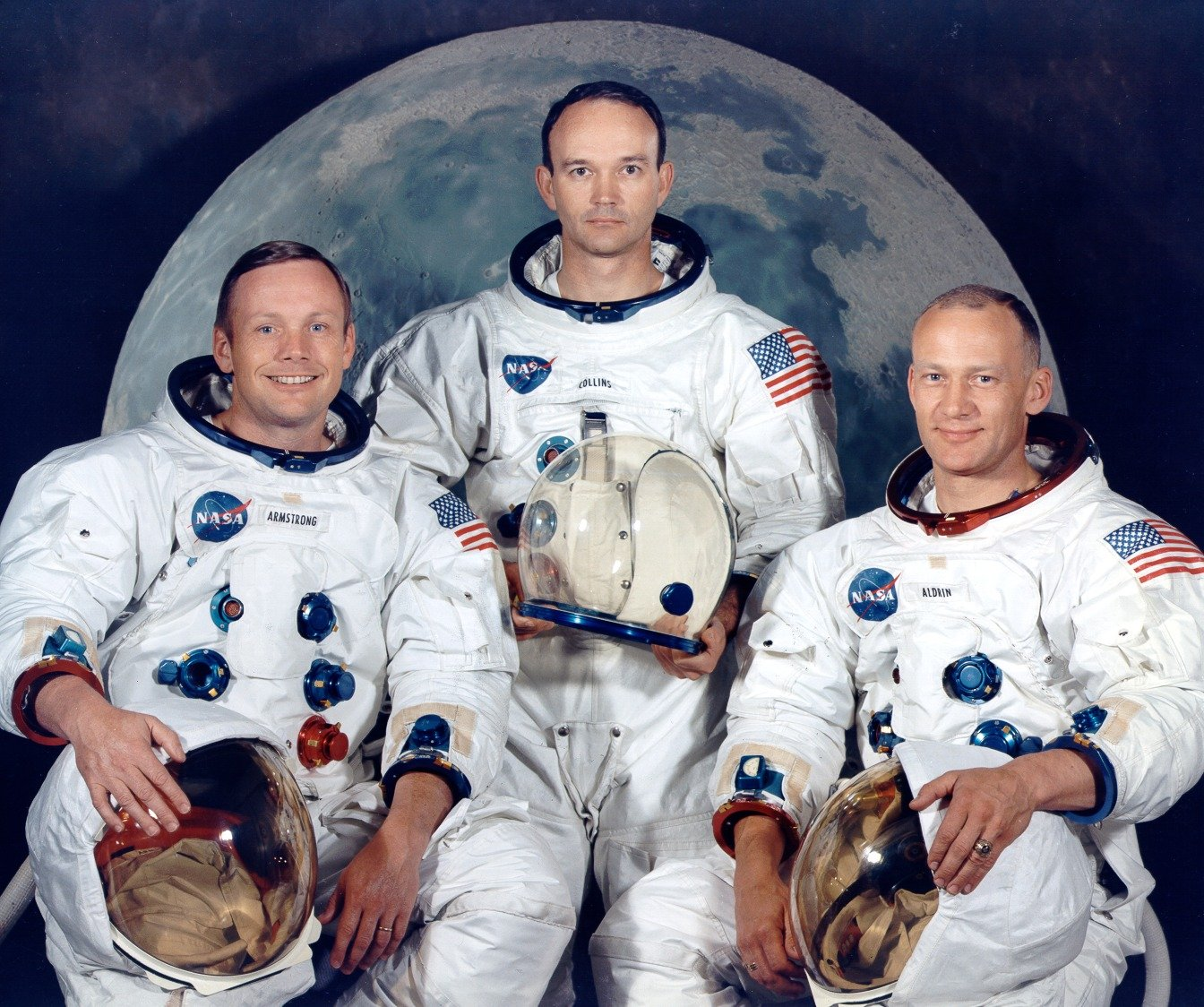
阿波羅11號成員合影。左起：尼爾·阿姆斯壯、迈克尔·科林斯、伯茲·艾德林。

1963年10月，奥尔德林被美国国家航空航天局选入第三组宇航员。在双子星计划的计劃过程中，他的严肃和学历被证明是无价的，尽管他并没有获得飞行任务。双子座9A号主力成员（查尔斯·巴塞特和埃里奥特·希）在事故中丧生使奥尔德林有机会作为替补成员。双子星座9A号的主要任务是在地球轨道使主航天器于一个目标航天器集合并对接，但当对接失败后，奥尔德林临时准备了让主航天器与一个坐标点集合。奥尔德林担任了双子星座12号的飞行员。双子星座12号是双子星座计划中最后一次任务，也是最后一次在阿波罗计划之前检验舱外活动方法的机会。奥尔德林在双子星12号的训练过程中发明了一些革命性的技巧，包括悬浮水下训练（neutrally-buoyant underwater training）；这些技巧至今仍在使用。奥尔德林在双子星12号任务中创造了舱外活动的时间记录，证明了宇航员可以长时间在航天器外工作，並因為任務的需求拍下了第一張在太空中的自拍照。
奥尔德林比尼尔·阿姆斯壯更投入公开活动。一直有议论说奥尔德林想在阿波罗11号登月之后第一个走出登月舱，以为奥尔德林将成为第一个踏上月球的人。奥尔德林回到地球後戲稱自己是第一位從其他星球回來的人（他比阿姆斯壯早下太空艙）。在1998年的电视连续短剧《从地球到月球》中，奥尔德林想做第一个登月者的心情被戏剧性地表现出来。
作为共济会的成员，奥尔德林的宗教信仰，以及他关于上帝的言论——包括在阿波罗11号在月表降落后，他进行的圣餐礼也都非常著名。降落在静海基地后，奥尔德林通过无线电向地球念道：
我想利用这个机会让所有正在听的人，不论他们是谁或在哪里，静下来，回顾一下过去几小时所发生的一切，并以他或者她自己的方式表示感恩。
奥尔德林将他所进行的圣餐礼保密，因为阿波罗8号宇航员在月球轨道中禱念的《创世记》使美国国家航空航天局被无神论者麦达琳·默里·欧黑尔起诉。奥尔德林的宗教仪式使用的是自己家乡教堂的牧师迪恩·伍德鲁夫（Dean Woodruff）给的圣餐器具进行的，仪式也没有阿姆斯特朗的参与。

- 巴兹·奥尔德林踏上月球
  - 阿波罗11号任务中的镜头
  - 看不到影片吗？請參見幫助頁面。

## 退休生活

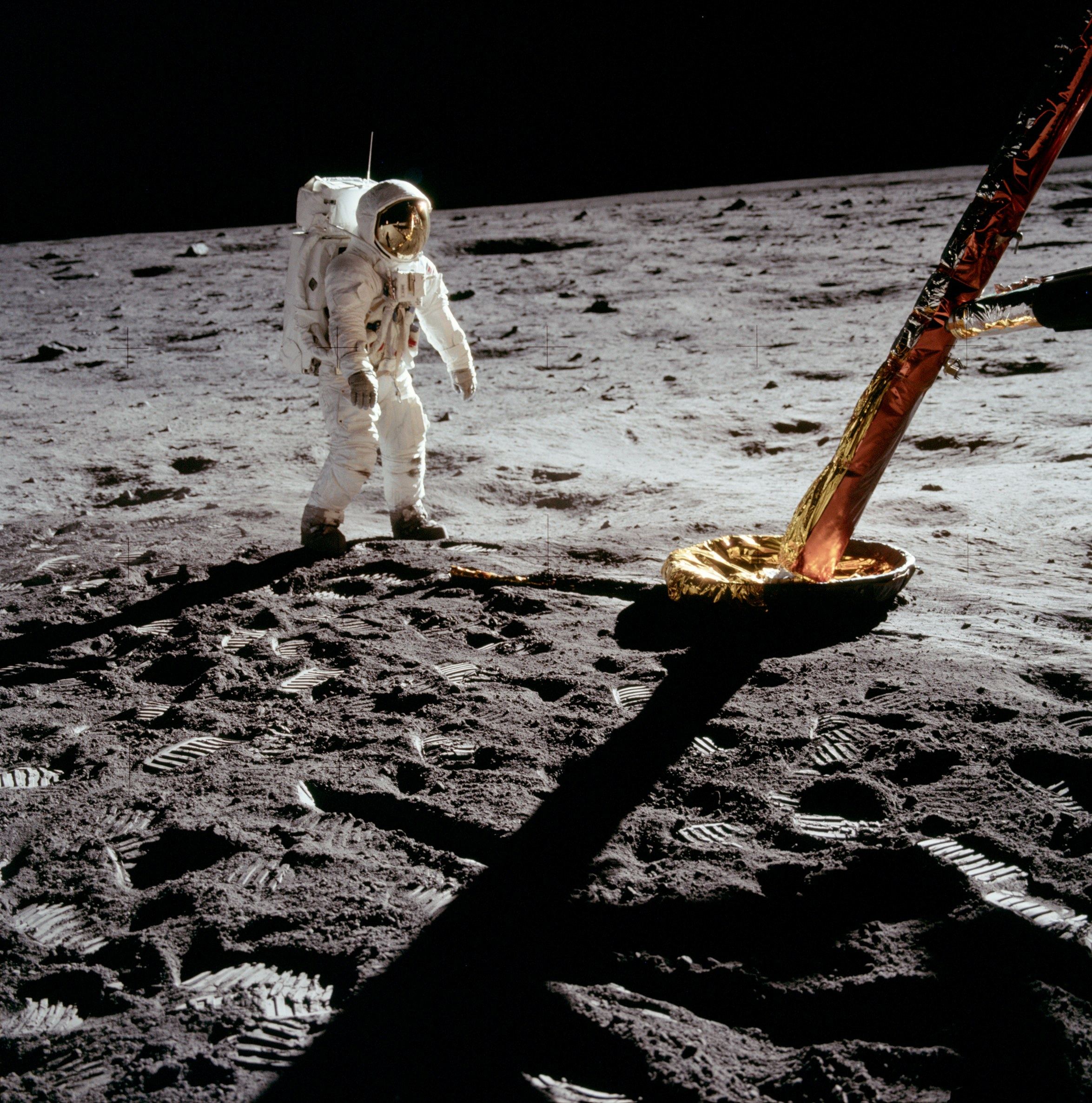
奥尔德林站在登月舱支架旁，流傳下來的阿姆斯壯照片反而不多，包含爬下梯子等並不是他

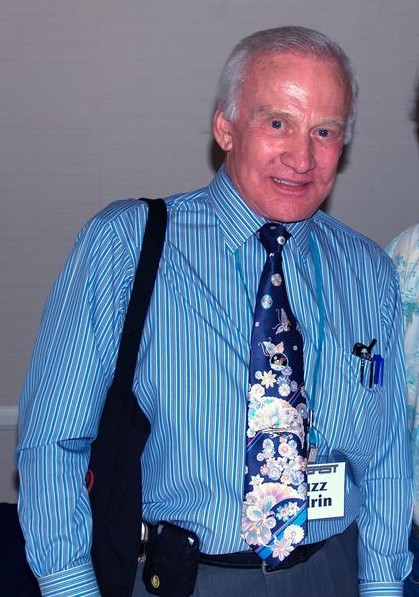
巴兹·奥尔德林 2009

停止执行太空任务后，奥尔德林作为管理人员回到了空军，但他的个人生活中开始出现问题。他的自传《回到地球》揭露了他离开航空航天局后患憂鬱症并酗酒的故事。离开太空總署后，奥尔德林继续宣传太空探索。
1985年，艾德林提出一種被稱為「艾德林循環軌道」的火星循環軌道理論。
1988年，奥尔德林将名字改成“巴兹”。電影《玩具總動員》角色巴斯光年的名字靈感即來自奧爾德林本人，後來他被獲邀出席1995年11月19日的《玩具總動員》首映禮。
2002年9月13日，艾德林在一場活動後被一名登月陰謀論者巴特·西伯婁滋擾，還被西伯婁罵他是“胆小鬼、骗子、窃贼”，火冒三丈的艾德林就向Sibrel回敬一拳還擊。
2009年6月，艾德林應歐米茄錶公司之邀請出席香港太空館關於登月四十週年展覽。

### 參與演出之作品
在動畫《下課後》1999年10月2日的「太空見習生」（Space Cadet）飾演自己配音登場；劇情中他來到第三街小學會見彼得校長，頒獎給葛莉琴並讚美她論文寫得很好，同時和主角提傑妥協，將提傑的帽子帶上太空。
在電影《宇宙兄弟》及《變形金剛3》中飾演自己。
在美剧《生活大爆炸》第六季第五集《The Holographic Excitation》的结尾饰演自己。
在美劇《數字追兇》（NUMB3RS）第三季第11集結尾飾演自己。
2014年10月31日，英商遊戲公司Slitherine策略（Slitherine Software UK Ltd.）發售一款以「巴兹·奥尔德林」（Buzz Aldrin）為名的登月競賽遊戲「Buzz Aldrin's Space Program Manager」。遊戲強調歷史真實性，而聘請巴兹·奥尔德林擔任遊戲諮詢顧問，登月競賽中所真實使用的太空載具，備案載具等出現在遊戲中，且依照玩家的技術發展選擇有不同過程，並體驗當年美蘇登月競賽時兩國科學家絞盡腦汁與時間競賽的急迫感。

## 著作
- 《火星任務：對太空探索我的觀點（英语：Mission to Mars: My Vision for Space Exploration）》，2013年出版，